# رانبر سینگ بوتولا
رانبر سینگ بوتولا (به انگلیسی: Ranbir Singh Butola) (زاده ۱۹۵۴) کارآفرین، بازرگان و مدیر ارشد اجرایی هندی است، که در حال حاضر به‌عنوان مدیر عامل اجرایی و رییس هیئت مدیره شرکت نفت هند فعالیت می‌کند.